# Kogo
|  | Per a altres significats, vegeu «Cogo». |

El kogo, també conegut com bakoko i basoo, és un idioma bantú del Camerun. El kogo del nord i el kogo del sud són tan diferents entre si com ho són del basaa; podent-se considerar tres dialectes d'una mateix idioma.

## Demografia
Tradicionalment, les societats bakoko i basaa tenien una relació molt estreta, sobretot a nivell religiós. La llengua bakoko era la llengua ritual tant per als bakoko com per als basaa, i la llengua basaa també era coneguda pels bakoko. Després de la Segona Guerra Mundial, a mesura que les relacions rituals anaren retrocedint, aquesta simbiosi social i lingüística també disminuí. Avui dia, ambdues llengües són sociolingüísticament diferents. Els parlants de bakoko també solen parlar basaa, però els parlants de basaa no solen parlar el bakoko.
Hi ha molts dialectes degut a la fragmentació geogràfica de la zona de parla bakoko. ALCAM (2012) enumera els següents dialectes.
Dialectes centrals:
- L’adiá es parla a Edéa, la capital del departament de Sanaga-Maritime (regió Littoral).
- El yakalag es parla a l'oest de la zona d'Adiá, al cantó de Yakalak, municipi de Mouanko, departament de Sanaga-Maritime.

Al sud:
- Yasug (al cantó de Yassoukou, amb Déhané i Yawanda), que s'estén fins al departament d'Océan (al nord-est del municipi de Kribi, Regió Sud).

Separats del grup contigu meridional esmentat anteriorment hi ha quatre grups bakoko separats, cadascun amb el seu propi dialecte:
A l'oest:
- Yapoma, parlat al cantó de Bakoko del departament de Wouri (regió Littoral), al sud de Douala (pobles Japoma)
- Yabyan-Yapeke, parlat pels dos grups que habiten el cantó de Bakoko del departament de Moungo (regió Littoral), al sud de Dibombari (pobles Yabea, Yapaki, etc.)

Al nord-oest:
- El dimbamban es parla al cantó de Mbang (al municipi de Nkondjok) al departament de Nkam (regió Littoral), entre Ndemli al sud-est i diboum, un dialecte aïllat del basaa al nord.

Al nord-est:
- El bisóo es parla al cantó de Basso (municipi de Ndom, departament de Sanaga-Maritime, regió Littoral). El dialecte també s'anomena ɓasóó ɓalikol ("basso del nord"), o adiangók ("adiá de la cova"). Aquesta varietat es centra a Logbikoy, i també al lloc de pelegrinatge de Ngok-Litouba (la "roca de la cova").

Hi ha uns 50.000 parlants.

## Ortografia
El kogo usa l'alfabet llatí.El seu alfabet es basa en l'alfabet general de les llengües del Camerun i consta de 7 vocals i 20 consonants.
| Lletres (caixa superior) | A | B | Ɓ | C  | D | E | Ɛ | F | G | H | I | J  | K | L | M | N | Ŋ | O | Ɔ | P | S | T | U | V | W | Y | Z |
| Lletres (caixa inferior) | a | b | ɓ | c  | d | e | ɛ | f | g | h | i | j  | k | l | m | n | ŋ | o | ɔ | p | s | t | u | v | w | y | z |
| AFI                      | a | b | ɓ | t͡ʃ | d | e | ɛ | f | ɡ | h | i | d͡ʒ | k | l | m | n | ŋ | o | ɔ | p | s | t | u | v | w | j | z |